# Nature Reviews Immunology
Nature Reviews Immunology (abrégé en Nat. Rev. Immunol.) est une revue scientifique qui publie des articles de revue spécialisés dans tous les aspects de la recherche concernant l'immunologie.